# Siedem lat w Tybecie (film)
Siedem lat w Tybecie (ang. Seven Years in Tibet) – amerykańsko-brytyjski dramat biograficzny z 1997 roku w reżyserii Jean-Jacques’a Annauda. Scenariusz oparto na podstawie książki o tym samym tytule z 1952 roku autorstwa austriackiego alpinisty Heinricha Harrera, który opisał swój pobyt w Tybecie.

## Produkcja
Pierwotnie zdjęcia miały być kręcone w Indiach, ale ze względu na naciski Komunistycznej Partii Chin na władze indyjskie ekipa filmowa musiała przenieść się do Argentyny (La Plata; prowincja Mendoza). Zdjęcia powstały także w Nepalu, Austrii (Lienz w Tyrolu) i Kanadzie (Vancouver), a 20 minut filmu udało się potajemnie nakręcić również w samym Tybecie.

## Fabuła
Film oparty jest na prawdziwej historii. 32-letni austriacki alpinista Heinrich Harrer (Brad Pitt) zostawia młodą żonę w ciąży i wyrusza w najtrudniejsze góry świata – Himalaje, na wyprawę, która odmieni go na zawsze. Uwięziony w brytyjskim obozie jenieckim, po kilku nieudanych próbach, wreszcie ucieka. Po przebyciu wielu kilometrów w trudnych warunkach, razem z Peterem Aufschnaiterem trafia do Tybetu. Po pierwszych problemach wynikających z nieznajomości kultury radzi sobie coraz lepiej, aż w końcu poznaje samego Dalajlamę – człowieka, który zmieni jego sposób patrzenia na świat. Niemal idealny świat rozpada się jednak, gdy komunistyczna Chińska Republika Ludowa po pokonaniu wewnętrznych wrogów występuje z roszczeniami wobec Tybetu. Wskutek zdrady i znaczącej przewagi wroga Tybet i jego unikalna kultura upadają.

## Obsada
- Brad Pitt – Heinrich Harrer
- David Thewlis – Peter Aufschnaiter
- BD Wong – Ngawang Jigme
- Jamyang Jamtsho Wangchuk – XIV Dalajlama (14 lat)
  - Sonam Wangchuk – XIV Dalajlama (8 lat)
  - Dorjee Tsering – XIV Dalajlama (4 lata)
- Mako – Kungo Tsarong
- Danny Denzongpa – regent
- Lhakpa Tsamchoe – Pema Lhaki
- Jetsun Pema – Wielka Matka
- Ama Ashe Dongtse – Tashi
- Ric Young – generał Chang Jing Wu
- Ngawang Chojor – lord szambelan
- Tom Raudaschl – Lutz Chicken
- Ingeborga Dapkūnaitė – Ingrid Harrer
- Wolfgang Tonninger – Hans Lobenhoffer
- Sebastian Zevalia – Rolf Harrer (młodszy)
- Philipp Kriechbaum – Rolf Harrer (starszy)
- Duncan Fraser – brytyjski oficer

## Nagrody i nominacje
Złote Globy 1997
- Najlepsza muzyka – John Williams (nominacja)